# Superveleslalom
Superveleslalom, angleško: Super Giant Slalom ali skrajšano Super-G, je najmlajša alpska smučarska disciplina. Prva tekma v okviru Svetovnega pokala je bila odpeljana leta 1982.
Superveleslalom sodi med hitre smučarske discipline in velja za mešanico med hitrim smukom in tehničnim veleslalomom. Najmanjše število smučarskih vratic na tekmovalni progi je pri moških 35, pri ženskah 30, širina proge same je od 6 do 8 metrov, medsebojna razdalja med dvojimi vrati znaša vsaj 25 metrov. S progo tekmovalci opravijo v času med eno minuto ter minuto in tri četrt.
Po pravilih FIS je določena tudi dolžina smuči, pri moških najmanj 205 cm, pri ženskah pa 200 cm, smučarska čelada je zaradi doseženih hitrosti preko 100 km/h obvezna.

## Zgodovina
Prvič je bil superveleslalom na sporedu svetovnega pokala v sezoni 1982–83, in sicer na 12. december 1982 v Val-d'Isereju, prvi zmagovalec pa je postal Švicar Peter Müller.
Prvo odmevno Slovensko uvrstitev v superveleslalomu je dosegel Tomaž Čižman z osvojitvijo brona na svetovnem prvenstvu v Vailu leta 1989. Slovenke so na superveleslalomih dosegle 4 zmage, dosegle so jih Katja Koren, Alenka Dovžan, Mojca Suhadolc in v letu 2013 tudi Tina Maze. Zaradi brezkompromisne vožnje so njihovo generacijo tuji novinarji poimenovali vražje Slovenke, kar pa se jih je tudi prijelo in tako njihovo generacijo po tem imenu poznamo še danes. Trenutno je najboljša slovenska superveleslalomistka Tina Maze. 
Aktualna olimpijska prvaka sta Matthias Mayer in Lara Gut-Behrami, svetovna pa James Crawford in Marta Bassino.